# ゴールデンアイ ダーク・エージェント
『ゴールデンアイ ダーク・エージェント』（GoldenEye: Rogue Agent）は、EA Los Angelesが開発し、エレクトロニック・アーツより2005年1月13日に発売されたファーストパーソン・シューティングゲームでアメリカでは2004年11月22日に発売された。PlayStation 2、ニンテンドー ゲームキューブ、ニンテンドーDSに対応している。
本作は『007 ゴールデンアイ』を題材としているが、主人公はジェームズ・ボンドではなく、英国諜報部MI6を追われた元エージェントのゴールデンアイである。主人公はオーリック・ゴールドフィンガーに雇われ、裏社会の権力闘争において、敵対勢力であるドクター・ノオ一派との戦いに加わる。
対戦プレイでは、複数のバトルフィールドを用意。さらに本作品からオンライン対戦にも対応していた。

## あらすじ
3年前、主人公のMI6エージェントはドクター・ノオと対決し右眼を失った。復讐心に駆り立たされ暴力に訴える彼はMI6に不適格と判断されてしまう。
そして本編開始数日前、彼は007と合同でシミュレーションによるトレーニングミッションを受ける。しかし作戦は失敗し007は死亡、彼はその責任を問われMI6を解雇される。
そこへドクター・ノオと敵対する裏社会の実力者オーリック・ゴールドフィンガーが現れ、彼にオファーを持ちかける。ドクター・ノオへの復讐のため、そして裏社会で名を上げるため、彼はゴールドフィンガーのもとでハイテク義眼「ゴールデンアイ」を駆使し組織間の熾烈な闘争に乗り込むのだった。

## 登場人物

### ゴールドフィンガー軍
ゴールデンアイ
声：無し
本作の主人公。右目にハイテク義眼「ゴールデンアイ」を持ち、作中ではこの名前で呼ばれる。
かつてMI6に所属し、00ナンバー候補の一人だったが、ドクター・ノオとの戦いの後、無謀で残忍とみなされMI6を追い出された。自らの右目を奪ったドクター・ノオを憎んでおり、復讐を果たすべく、彼と敵対する組織の首領オーリック・ゴールドフィンガーのオファーを受け裏社会の戦いへ身を投じる。
オーリック・ゴールドフィンガー
声：内海賢二 / 英：エン・ライテル
映画『007 ゴールドフィンガー』に登場した「オーリック・エンタープライズ」の社長であり、尊大且つ気まぐれなところがある。配下の技師たちに究極兵器OMEN（オーメン）のプロトタイプをドクター・ノオに狙われる。このOMENの護衛とドクター・ノオ抹殺をゴールデンアイに依頼するが、ゴールデンアイ本人は雇い主を心から信用しているわけではない。
プッシーガロア
声：弥永和子 / 英：ジョアンニ・エリアス
映画『007 ゴールドフィンガー』の登場人物。ゴールドフィンガーの専属パイロット。
フランシスコ・スカラマンガ
声：堀勝之祐 / 英：クリストファー・リー
映画『007 黄金銃を持つ男』に登場した殺し屋で、ゴールドフィンガーの親友にして、ゴールデンアイの義眼のメンテナンス担当者。
オッドジョブ
声：無し
映画『007 ゴールドフィンガー』に登場した人物。ゴールドフィンガーの護衛で、鋼鉄製のシルクハットを武器とする。

### ドクター・ノオ軍
ドクター・ノオ
声：中田和宏 / 英：カルロス・アラズラキ
映画『007 ドクター・ノオ』に登場した犯罪科学者で、生物学、原子力研究、航空工学に詳しい。科学者や発明家としてだけでなく、戦術家としても長けている。
かつて自分が所属していた組織を裏切り、その組織の壊滅に必要なOMENを奪うべく、ゴールドフィンガーとその用心棒ゴールデンアイを狙っている。
ゼニア・オナトップ
声：弘中くみ子 / 英：ジェーニャ・ラノ
映画『007 ゴールデンアイ』に登場する暗殺者で、ドクター・ノオ軍の総司令官としてゴールドフィンガーへの攻撃を指揮している。

### MI-6
ジェームズ・ボンド（007）
声：堀内賢雄 / 英：ジェイソン・カーター
諜報機関MI-6のスパイ。モデルはピアース・ブロスナン。
M
声：深見梨加 / 英：ジュディ・デンチ
ボンドの上司。

### その他
エルンスト・スタヴロ・ブロフェルド
声：麦人 / 英：ギデオン・エメリー
エンディングに登場。
その他出演声優：古田信幸、斎藤恵理、花輪英司、河原木志穂、堀越省之助、梯篤司、河本邦弘、小林和矢、最上嗣生、茂木優、西本理一、野瀬育二、大原崇、岡林史泰、酒井敬幸、四宮豪、米田直嗣

## 評価
ライターのジャンクハンター吉田は4Gamer.netの『007』ゲーム特集記事の中で本作について言及しており、一部のキャラクターを映画に出演した時と同じ俳優が演じている点について評価している。その一方で吉田は「[前略]殴った敵を，銃撃戦時の盾にできるあたりは最高なんだが，戦車すら簡単に倒せてしまうほど強い主人公というのが，設定的に微妙。そのくせ最終ステージはやたらと難度が高いため，実は筆者はクリアできていない。」と、本作の作りこみの甘さを指摘している。